# Elisabethenkirche (Basel)
Die Elisabethenkirche in Basel befindet sich im Zentrum der Stadt direkt neben dem Theater Basel. Sie ist der dritte Kirchenbau an derselben Stelle, in Architektur und Ausstattung ein Zeugnis des Historismus und gilt als bedeutendste neugotische Kirche der Schweiz.

## Kapelle zu St. Elisabeth
Gegen Ende des 13. Jahrhunderts wurde an der heutigen Elisabethenstrasse eine Kapelle erbaut. Das städtische Spital bot damals Armen, Alten oder Pflegebedürftigen Personen aus der Stadt Basel eine betreute Unterkunft. Die Kapelle mit angrenzendem Friedhof dürfte auf Initiative des Spitals erbaut worden sein. Zum ersten Mal wird 1301 die Kapelle einer Klause zu St. Elisabeth erwähnt. Es betreuen zwei Schwestern die Anlage und ab 1315 wird ein Priester für das Lesen von Messen, Totenmessen oder Einsegnungen eingesetzt. Wie die Gebäude ausgesehen haben, ist nicht überliefert. Der Abriss von Kapelle und Klause wurde am 3. März 1515 durch den Rat bewilligt.

## Pfarrkirche St. Elisabeth

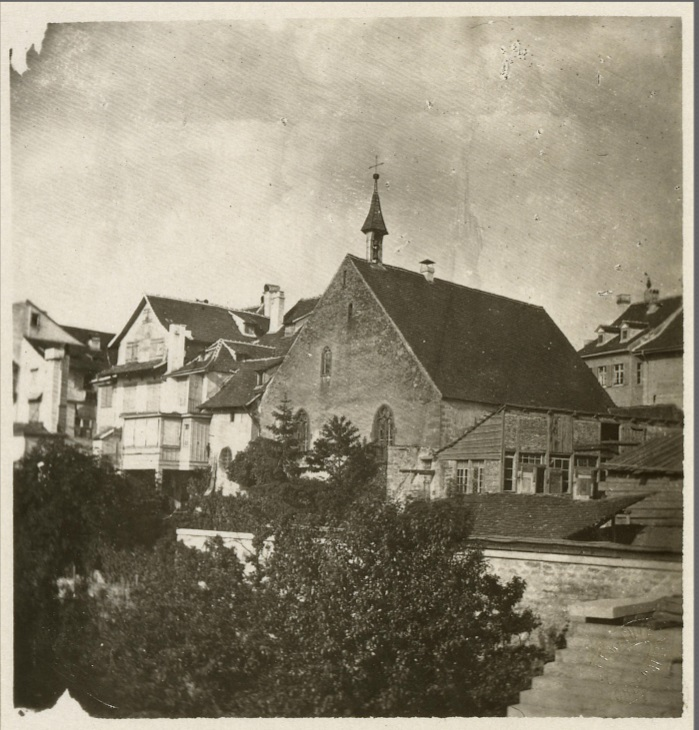
Pfarrkirche St. Elisabeth, um 1857

Dank einer grosszügigen Spende durch Hieronymus Bär konnte noch im 1515 mit dem Neubau einer grösseren Kirche begonnen werden. Die Bauzeit betrug rund ein Jahr. Wieder wurde neben der Kirche ein Friedhof angelegt auf dem die Verstorbenen des Spitals beerdigt wurden.
Nach der Reformation 1529 wurde sie zu einer Filialkirche des Basler Münsters. 1643 wurde die Kirche renoviert und 1656 um einen südlichen Seitenschiffanbau erweitert. Eine zweite Renovation folgte 1827. Die Kirche war auch die Garnisonskirche der Soldaten der Standestruppen aus der nahen Blömleinkaserne. Diese durften, unter Aufsicht ihrer Feldweibel, an den Gottesdiensten teilnehmen. Sie sassen jeweils auf der Empore.
Wenige Jahre nach der Erfindung der Photographie kam der deutsche Fotograf Jakob Höflinger nach Basel. Er eröffnete 1857 ein Fotoatelier und spezialisierte sich auf Porträts für Visitenkarten und Bilder über die Stadt Basel im Wandel der Zeit. So entstand auch das Bild der damaligen Pfarrkirche, als mit dem Neubau der Elisabethenkirche bereits begonnen wurde.
Am 6. Juli 1864 einen Monat nach dem Eröffnungsgottesdienst der Elisabethenkirche begann der Abriss der Pfarrkirche St. Elisabeth. Orgel und Bestuhlung wurden an die St. Jakobskirche abgegeben.

## Elisabethenkirche von 1864

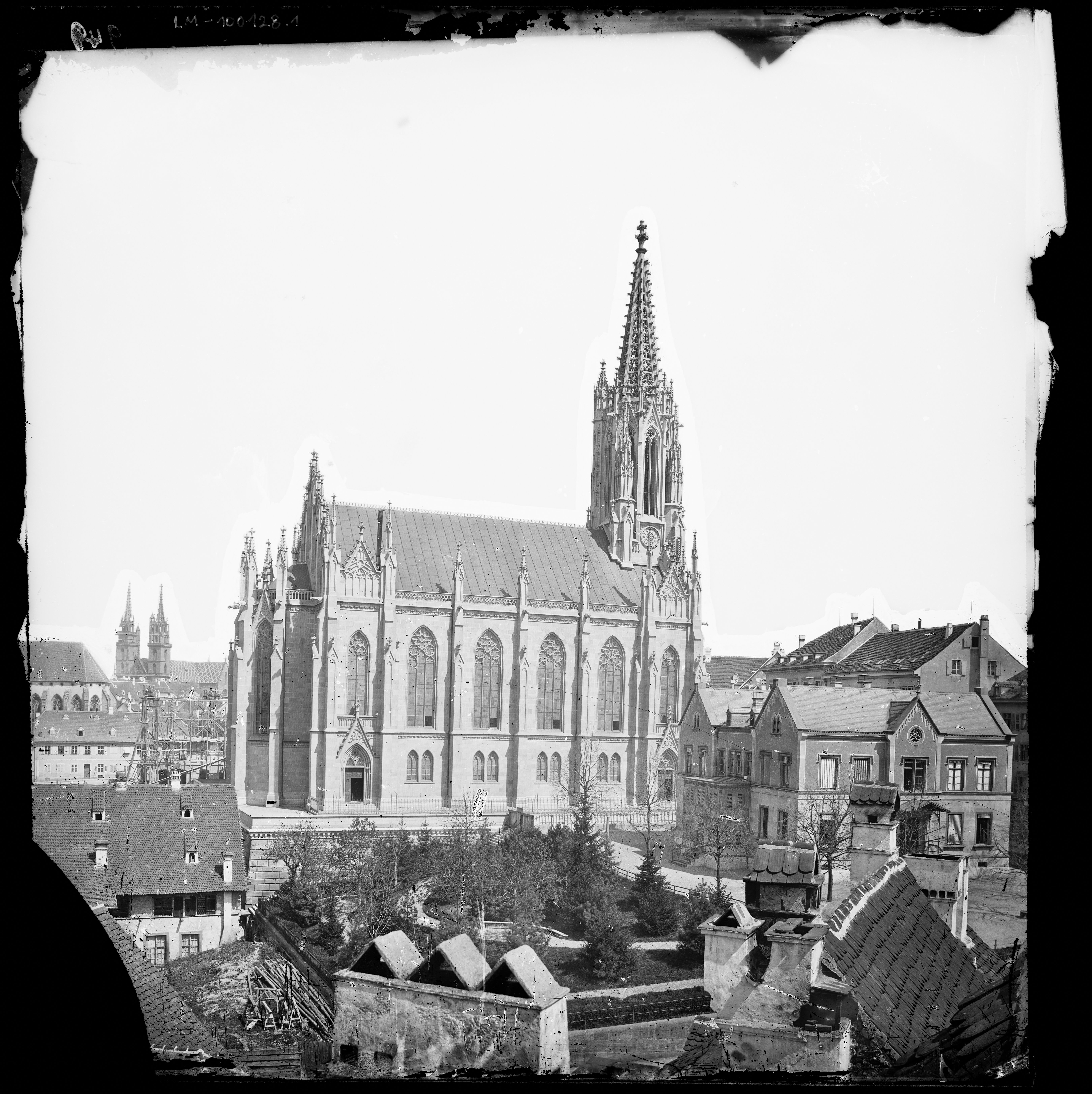
Die neue Elisabethenkirche in Basel kurz nach der Erbauung

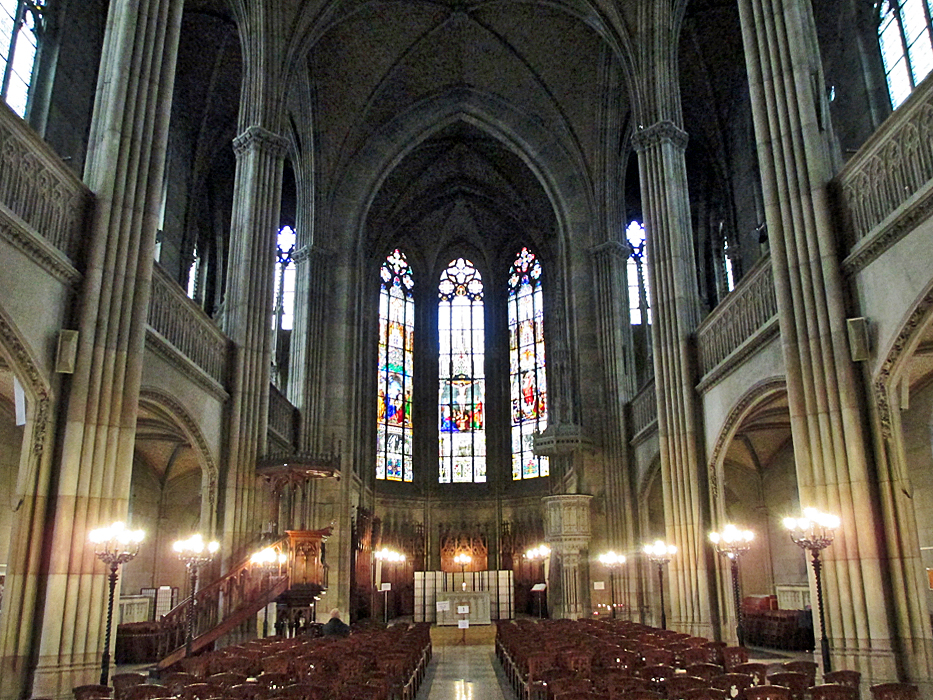
Innenansicht

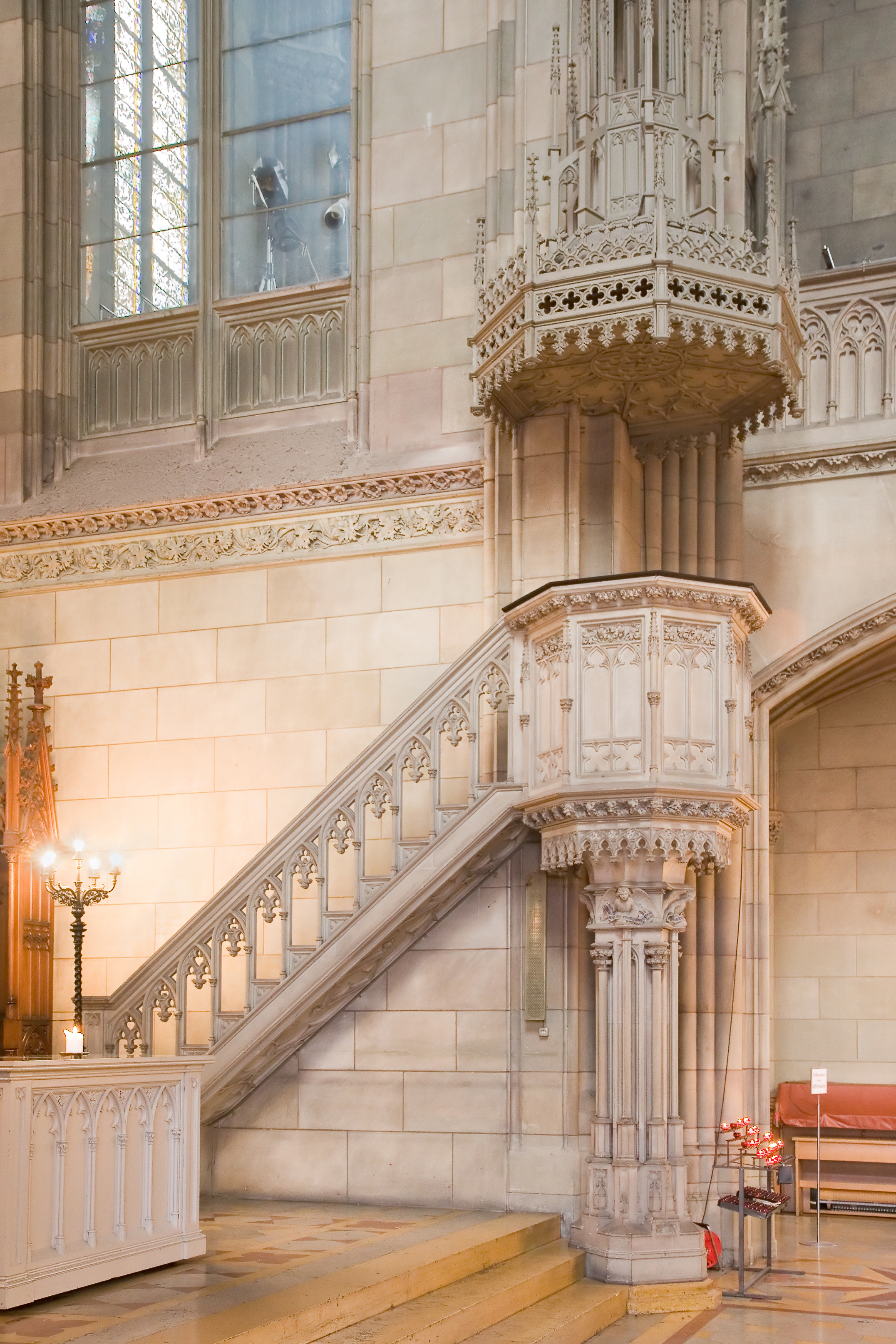
Steinkanzel mit «getarntem» Holzbaldachin

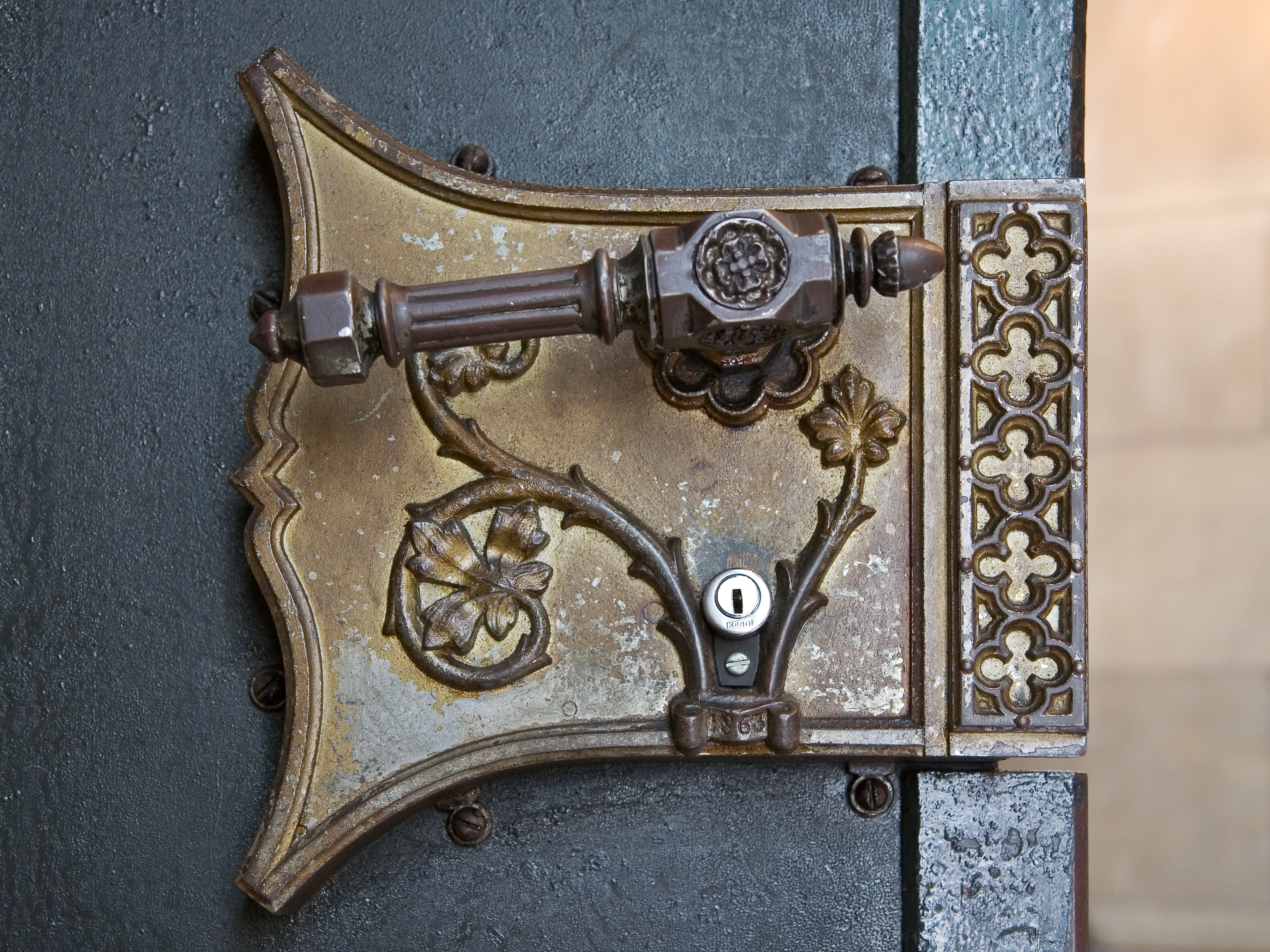
Türschloss mit der Jahreszahl 1863

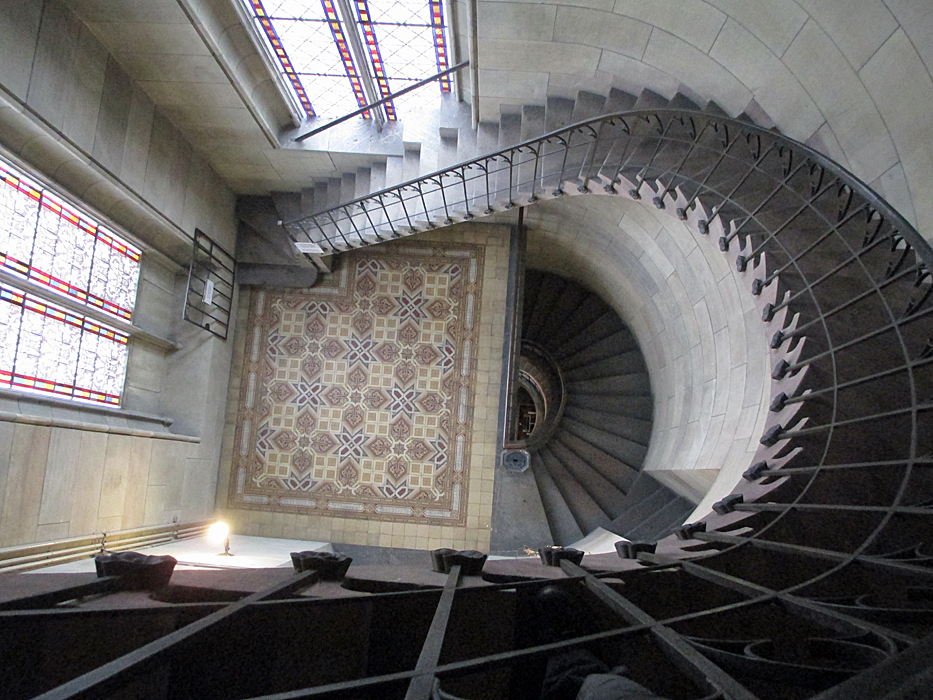
Treppenaufgang im Turm.

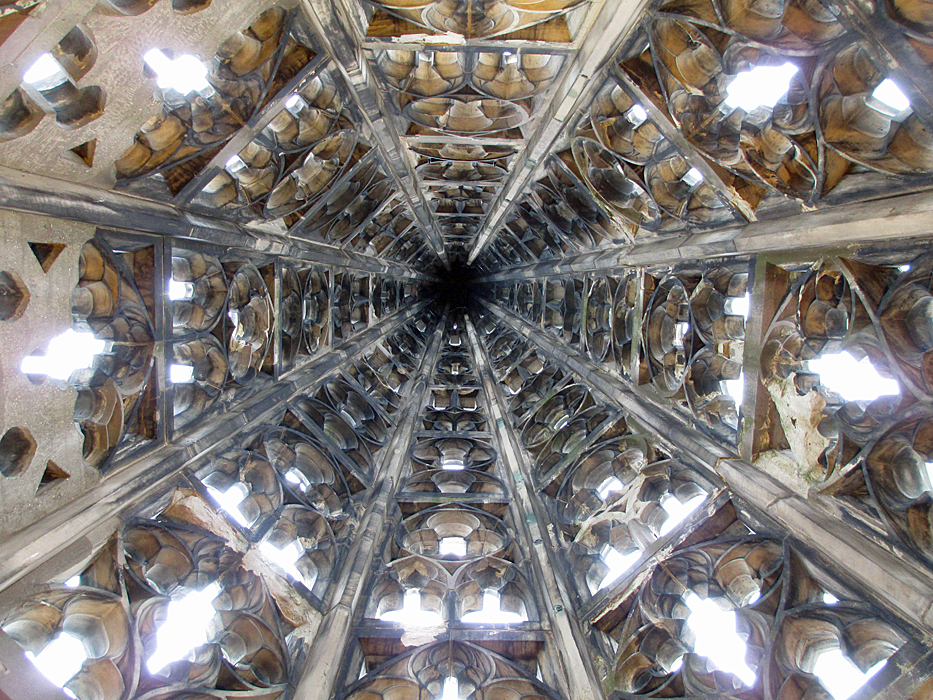
Turmhelm.

Der von Christoph Merian und Margaretha Merian-Burckhardt gestiftete Neubau wurde 1857 bis 1864  nach Plänen von Ferdinand Stadler erbaut. Stadler hatte sich in einem Architekturwettbewerb in der zweiten Runde gegen Joseph Caspar Jeuch durchgesetzt. Jeuch gelang es nach der ersten Runde, einen gewissen Einfluss auf den Bau zu nehmen. Der Stifter sollte seine Kirche nie fertig sehen, denn er starb 1858 kurz vor der Grundsteinlegung. Christoph Merian finanzierte den Bau der Kirche in der Absicht, ein «Mahnmal gegen den Ungeist der Zeit», also gegen die Entchristlichung von Staat und Gesellschaft, zu errichten. Es war der erste Kirchenneubau in Basel seit der Reformation und das dritte Gotteshaus am selben Standort.
Unter der Bauleitung von Christoph Riggenbach wurde für den Bau eine Münsterbauhütte nach dem Kölner Vorbild eingerichtet, in der Handwerker und Baukünstler ihre Arbeit in den Dienst eines grossen Gemeinschaftswerks stellen. Dies in Übereinstimmung mit den religiösen Idealen des Stifters Merian (→ Frommes Basel). Die Bauhütte diente vielen angehenden Schweizer Architekten als praxisnahe Ausbildungsstätte.
Am 6. Juni 1864 fand der Eröffnungsgottesdienst statt. Zu dieser Zeit fehlten jedoch noch die Chorfenster, die ein Jahr später eingesetzt wurden. Im Innenraum steht eine historische Orgel, die 1862 vom Orgelbauer Joseph Merklin erbaut und 1949 erweitert wurde. 1866 wurde die Kirche von Merians Witwe der Kirchen- und Schulkommission übergeben. Das Stifterehepaar ist in der Gruft unter der Kirche in zwei Marmorsarkophagen beigesetzt, wo sich auch zwei Denkmalbüsten der beiden befinden, geschaffen von Heinrich Rudolf Meili aus Binningen und Ferdinand Schlöth.
Beim Besteigen des Turms werden verschiedentlich vernietete oder verschraubte Stahlträger sichtbar, wie sie auch beim Eiffelturm verwendet wurden. Nur dank solcher bautechnsichen Innovationen war es möglich, in einer Bauzeit von nur sieben Jahren mit einem begrenzten Budget die Kirche fertigzustellen.

## Architektur
Das Kircheninnere wird geprägt durch den Bautypus einer dreischiffigen gewölbten Hallenkirche. Diese wird westlich durch das fünfseitige Chorpolygon und östlich durch die Vorhalle unter dem Turm begrenzt. Die Emporen sind über Zugänge in den Seitenfassaden direkt erschlossen, ebenso die ehemalige Privatloge des Stifterpaars gegenüber der steinernen Kanzel. Der öffentlich zugängliche Turm überragt mit seinen 72 Metern die Türme des Basler Münsters.
Das Kreuzrippengewölbe ist aus Backstein, welches in den Seitenschiffen zu sehen ist. Im 19. Jahrhundert waren in der Schweiz Backsteine rar und teuer; die Elisabethenkirche ist der einzige Bau in Stadlers Werk, bei dem genügend finanzielle Mittel für eine solche Konstruktion vorhanden waren; anderenorts musste man auf Holzkonstruktionen zurückgreifen, die wie Steine bemalt wurden. Auch die Elisabethenkirche kam nicht ganz ohne solche Sparmassnahmen aus: Der Baldachin der Steinkanzel ist aus Holz.

## Renovation und Neunutzung
In den 1980er Jahren sollte die Kirche abgerissen werden, was aber von interessierten Bürgern verhindert wurde. Der Neubau des Theaters hatte 1975 den solitären Charakter der Kirche massiv beeinträchtigt. Inzwischen hat jedoch ein Umdenken stattgefunden und historistische Bauten werden wieder geschätzt. Dadurch wurde es möglich, die Kirche zwischen 1990 und 1994 umfassend zu renovieren. Dies geschah auf sanfte Art: Viele Details aus der Bauzeit sind heute noch erhalten. So prangt am reich verzierten Türschloss des Seitenportals (im Raum dahinter wird heute eine Bar betrieben) die Jahreszahl 1863.
Seit der Renovation wird die Elisabethenkirche von einem ökumenischen Verein als «offene Kirche» betrieben. Der Verein „Offene Kirche Elisabethen“ wird von der Evangelisch-reformierten Kirche Basel-Landschaft und Basel-Stadt, Römisch-katholische Kirche Basel-Landschaft und Basel-Stadt und der Christkatholischen Kirche mitgetragen und mitfinanziert. Neben Gottesdiensten wird die Kirche auch kommerziell für Konzerte und Hochzeiten genutzt.

## Orgel
Die Orgel wurde 1861–1864 von dem Orgelbauer Joseph Merklin (Paris/Brüssel) gebaut. Das Instrument hatte zunächst 29 Register auf zwei Manualen und Pedal und hatte eine Balgtretanlage, die von Calcanten bedient wurde. Erst 1899 wurde das Instrument mit einer elektrischen Windanlage ausgestattet, um vier Register erweitert und auf pneumatische Kegelladen umgestellt. Im Lauf der Zeit wurde die Orgel mehrfach umgebaut und dem Zeitgeist angepasst. 1913 wurde ein drittes Manualwerk mit 11 Registern hinzugefügt. 1934 wurde ein neues Gebläse hinzugefügt und die Tretanlage endgültig stillgelegt. Das Instrument hat heute 42 Register auf drei Manualen und Pedal. Die Trakturen sind pneumatisch.
| I Hauptwerk C–g3 |       |
| Principal        | 16′   |
| Principal        | 8′    |
| Bourdon          | 8′    |
| Salicional       | 8′    |
| Oktav            | 4′    |
| Flöte            | 4′    |
| Quinte           | 2 ⁄3′ |
| Oktav            | 2′    |
| Mixtur IV-VI     | 2′    |
| Cornet           | 8′    |
| Zinke            | 8′    |

| II Schwellwerk C–g3 |        |
| Principal           | 8′     |
| Gedeckt             | 8′     |
| Gemshorn            | 8′     |
| Oktav               | 4′     |
| Blockflöte          | 4′     |
| Quintflöte          | 2 ⁄3′  |
| Principal           | 2′     |
| Nachthorn           | 2′     |
| Terz                | 1 3⁄5′ |
| Mixtur              | 1 ⁄3′  |
| Trompete            | 8′     |
| Clairon             | 4′     |
| Tremulant           |        |

| III Schwellwerk C–g3 |       |
| Gedeckt              | 8′    |
| Nachthorn            | 8′    |
| Echoflöte            | 4′    |
| Prinzipal            | 4′    |
| Larigot              | 1 ⁄3′ |
| Principal            | 2′    |
| Cymbel               | 1′    |
| Oboe                 | 8′    |
| Gedeckt              | 16′   |
| Tremulant            |       |

| Pedal C–f1      |     |
| Contrabass      | 16′ |
| Subbass         | 16′ |
| Echobass        | 16′ |
| Gedeckt         | 8′  |
| Flötebass       | 8′  |
| Choralbass      | 4′  |
| Bombard         | 16′ |
| Fagott          | 8′  |
| Singend Cornett | 4′  |
| Flöte           | 2′  |
| Tremulant       |     |

- Koppeln: II/I, I/P, II/P